# Broby
Broby – miejscowość (tätort) w południowej Szwecji, położona w regionie administracyjnym (län) Skania. Siedziba władz (centralort) gminy Östra Göinge.
Miejscowość położona jest nad rzeką Helge å na obszarze Göinge w północno-wschodniej części prowincji historycznej (landskap) Skania, ok. 25 km na północ od Kristianstad przy drodze krajowej nr 19 (Riksväg 19, Ystad – Östanå).
Nazwa miejscowości oznacza dosłownie „wieś po drugiej stronie mostu”. Broby przynajmniej od XVII w. stanowiło lokalne centrum handlu oraz miejsce odbywania się zebrań i sądów. Znajduje się tam jeden z największych i najstarszych w Szwecji skansenów, Broby Hembygdspark.
W Broby (Östra Broby församling) urodził się Viking Palm, mistrz olimpijski w zapasach (Helsinki, 1952).
W 2010 Broby liczyło 2920 mieszkańców.